# 生態系と生物多様性の経済学
生態系と生物多様性の経済学（せいたいけいとせいぶつたようせいのけいざいがく、英: The Economics of Ecosystems and Biodiversity、TEEB）は、生物多様性の保全がお金になる（経済的な利益につながる）ことをグローバル社会（特に経済プレイヤー）に伝えるためにはじめられた国際的な研究プロジェクトである。

## 目的
生物多様性の損失と生態系の劣化に伴う費用の増加を防ぐために、予防的に有効な手だてを打つため、科学と経済政策の分野の専門知識をとりまとめることにあった。生物多様性の地球規模・地域規模など様々なスケールで起きている生物多様性の喪失の意味と、この問題を政府や自治体や企業や市民が放置することの帰結（主に経済的な損失）について、データや事例を示すことで理解を促すことを目指している。最大の狙いの一つが、自然の見えない価値を経済的に明らかにすることを通して、自然資本会計の世界標準の基礎を確立することである。オープンプロジェクトで誰でも研究の貢献に参加することができた。

## 構成
本報告書は、以下のように構成されている。
- 理論的基礎編（D0）：生態学的および環境経済学の見地からの生物多様性の理論の枠組み、方法論等

- 政策立案者向け編（D1）：国家・国際レベルでの生物多様性の重要性と政策評価、立案の考え方と事例

- 地方行政自治体編（D2）：地域の生物多様性の管理や政策立案の考え方とツールキット。世界各地の120のベストプラクティス。

- ビジネス編（D3）：企業における生物多様性、企業と生物多様性の関係性と重要性（リスクとチャンス）および事例

- 市民編（D4）：市民や生活者ひとりひとりにおける生物多様性の自分事化

- 最終報告書：（※後述）

## 経緯
「生態系と生物多様性の経済学（以降 TEEB）」は、「気候変動の経済学に関するスターン・レビュー（スターン報告書）」に触発され、生物多様性のグローバルな経済的利益と、生物多様性の損失および生態系の破壊にかかる巨大なコストに警鐘を鳴らすべく、2007年5月にポツダムで開催されたG8＋5カ国の環境大臣会議におけるポツダムイニシアティブ（ドイツ政府の発案による共同イニシアティブ）に従い、2007年6月のハイリゲンダムサミットで承認され、研究が始まった。研究リーダーとして、インドの環境会計プロジェクトで実績のあるドイツ銀行のPavan Sukhdevが率い、国連環境計画の主導で、EU（欧州委員会）・ドイツ連邦環境省、英国 環境・食料・農村地域省がスポンサーとなった。TEEBの中間報告書（第一段階の予備調査結果）は、2008年5月にドイツのボンで開催されたCOP9（第9回生物多様性条約締約国会議）のハイレベル会合で発表された。研究の第2フェーズは、世界中から事例を集め編纂するオープンな開発手法がとられ、2009年秋からドラフトのレビューとリリースが繰り返された（日本政府は2010年度に10万ドルを拠出）。最終的に成果として、2010年10月に日本の愛知・名古屋で開催されたCOP10（第10回生物多様性条約締約国会議）のサイドイベントにて、10月20日から26日までかけて発表され、ハイレベル会合で報告された。2010年10月20日、D0からD3までの膨大な報告書を統合した概要版であるTEEB最終報告書（Mainstreaming the Economics of Nature, A synthesis of the Approach, Conclusions and Recommendations of TEEB）を公表。2010年10月、普及啓発向けのサイト 「Bank of Natural Capital」 を立ち上げた。

## 特徴

### 自然資本の価値の定量評価の必要性
生態系サービス（自然の恵み）の経済計測と政策立案を提案する。
生態系、種や遺伝子の多様性といった生物多様性のすべての次元で質・量・倫理的・社会的または宗教的な理由だけでなく、保全される必要があるが、さらに、未来の世代の経済的な利点があることを科学的な論拠、事例と共に示している。
TEEBでは、生態系サービスを調べることで、自然環境に私たちがどのように関わっているかがわかり、自然環境や生態系の管理が地域の政策や公共管理にどのような効果があるかが具体的に得られることを示した。そして、生態系サービスを考慮した政策立案を行うことで、将来の市町村の費用を節約でき、地域経済を高め、生活と安全な生活の質を高めることができると提案し、具体的に世界各地の120の事例報告を行っている。そして、国や地方自治体や企業や市民に、自然に対して、経済的合理性の見地から経済的な視点や方法論で意思決定を行いマネジメントを推奨する。

### 経済価値評価方法
生物多様性の経済価値の考え方の基本は、以下のとおりである。
あるひとまとまりの生物多様性を資産（ストック）と考え、その生物多様性から生み出される人にとって有意義であるサービス（フロー）の棚卸を行う。
このサービスを「生態系サービス」と呼び、それらすべての生態系サービスの将来にわたる経済的な価値を個々に試算する。生態系サービスとは、私たちの経済的・身体的・こころの・文化的な健康のための「自然の恵み」のことである。
生物多様性の価値を、文化的な「見えない価値」と、「金銭的に価値評価可能な価値」をもたらす生態系サービスに仕分けを行い、それぞれからもたらされる価値を、利用価値（直接利用価値、間接利用価値など）と、非利用価値に分けた上で、「金銭的に価値評価可能な価値」についてを、キャッシュフローの推算を行い、適切な利子率を設定した上で、現在価値へ割り戻して評価を行う。なお、作物や家畜、魚や水など、直接人々によって消費される財を提供する「供給サービス」に属する生態系サービスは、一部は明示的な価格がついており公開市場で取引されているが、非消費財である価値（レクリエーションや精神的な癒し、風景や種の文化的重要性など）は、政策的意思決定に影響されるものの、ほとんど金銭面で価値が評価されることが難しい。価値の見える化のために、出来る限り、金銭評価可能な部分の特定と費用便益分析の計算を行い、また、シミュレーションなど、将来について変化の予測を組み入れ、よりよい選択と、効果的な持続可能な利用を促す。自然のもつ自己修復能力などの自然本来の能力についての価値評価をも合わせて算入する。

### アドバイザリーボードメンバー
TEEB研究は、ドイツ銀行の幹部　Pavan Sukhdevによって率いられ、また、TEEBのアドバイザリーボードメンバーは、生態学と経済学の専門家が含まれている。
- Achim Steiner, Executive Director, 国連環境計画（United Nations Environment Programme）
- Ahmed Djoghlaf, 生物多様性条約 事務局長
- Nicholas Stern, Baron Stern of Brentford|Nicholas Stern, IG Patel Professor of Economics and Government and Chairman of the London School of Economic’s Grantham Research Institute on Climate Change and the Environment
- Julia Marton-Lefèvre, Director General, 国際自然保護連合　(International Union for Conservation of Nature)
- Herman Mulder, was Director-General and Head of Group Risk Management of ABN AMRO Bank, Amsterdam, Netherlands
- Peter May, President, International Society for Ecological Economics
- Ladislav Miko, Minister of Environment, Czech Republic
- Walter Reid, Director Conservation and Science Program, David and Lucile Packard Foundation
- Giles Atkinson, Reader in Environmental Policy, Department of Geography and Environment and Associate, Grantham Research Institute of Climate Change and Environment, London School of Economics
- Edward Barbier, Professor of Economics, Department of Economics and Finance, University of Wyoming
- Jacqueline McGlade, Executive Director, European Environment Agency
- Yolanda Kakabadse, President, World Wide Fund for Nature from January 2010
- Jochen Flasbarth, President, Federal Environment Agency, Germany
- Karl Göran-Mäler, Professor in Economics, Stockholm School of Economics and Director, Beijer International Institute of Ecological Economics
- Joan Martínez-Alier, Professor, Department of Economics and Economic History, Universitat Autonoma de Barcelona

## 最終報告書（統合報告書）の概要
※2012年2月現在、TEEB統合報告書（仮訳 2010年10月20日発表）は、(財)地球環境戦略研究機関(IGES)のWebサイトより読むことができる 。

### 実施に向けた段階的アプローチ例
- STEP1: 生態系サービスを棚卸しし、評価した上で、社会のそれぞれのグループにとっての意味合いを把握する

- STEP2: 生態系サービスの価値の試算および開示

- STEP3: 生態系サービスの価値をふまえた解決策の探索

### 生態系サービスの経済評価の数値例
生態系サービスの経済評価の数値例を、以下に示す。
- 2030年迄に世界の森林の半減（年間1.5～2.7ギガトンのCO2による温室効果ガスの排出量相当）による気候変動の損害額は現在価値で3兆7000億米ドル以上（Eliasch 2008）

- 持続可能な漁業の場合と比較して、乱獲によりグローバル漁業生産高は、毎年500億米ドル落ち込んでいる（世界銀行とFAO 2009）。

- オーガニック食品や飲料の世界での売上は、2007年に460億米ドルに達し、年間50億米ドルで増加している（Organic Monitor 2009）。エコラベル認証の魚の世界市場は50％以上の成長し（MSC 2009）、エコツーリズムは推定毎年20％増加（TIES　2006）。

### 提言内容
- 自然の価値を今「見える化」しないと、自然の破壊によって深刻な社会的な経済損失が行われるだろう

- 生態系サービスと生物多様性を工夫を凝らしながら棚卸しをし、資産査定せよ

- 国家／自治体は、生態系についてのリスクと不確実性を会計表記し、予防原則に基づき生物多様性への投資を計画せよ

- 生物多様性の未来の価値を査定する割引率のガイドラインを作成せよ

- 国民経済計算にグリーンアカウンティング（自然資本ストックと生態系サービスの変化）を導入せよ

- ライフラインおよび国民生活保障の施策としての自然資本への投資を促進せよ

- 企業会計報告書にも、生物多様性情報の開示を推奨し、「ノーネットロス」と「ネットポジティブインパクト」の対象の設定と、オフセット制度の検討せよ

- 生物多様性へ有害な各種政府補助金の洗い出しと廃止せよ

- 保護地域の金銭価値を進めよ（特に海洋保護区）

- 気候変動の枠組みの視点からの生態系の保全と復元を試みよ

- 生物多様性の価値を主流化し、日常的に自然資本を考えるシステムを検討せよ